# Велика храстова стрижибуба
Велика храстова стрижибуба (лат. Cerambyx cerdo) је најкрупнија стрижибуба у Србији — одрастао примерак може да достигне димензије и до 50 mm. Тело је црне боје, док су покрилца према врху црвенкастобраон боје и завршавају се са унутрашње стране (код шава) са по једним зубом. Вратни штит је ужи од основе покрилца, грбаст са по једном бодљом са стране. Абдомен је сјајан и са ретким длачицама. Антене су кончасте и дуге, код мужјака знатно дуже од тела. Први и други чланак задњих тарзуса са доње стране са глатким жлебом.
Ларве су беле, ваљкасте, са три тачкаста проста ока, кратким антенама и кратким ногама и достижу дужину до 90 mm.

## Распрострањење
Врста је распрострањена на подручју Европе (осим на северу), Мале Азије и северне Африке. У Србији је широко распрострањена врста.

## Биономија
Имаго лети у мају и јуну, обично топлих вечери. Женка полаже јаја појединачно у пукотине коре потпуно здравих стабала. У свему положи око 100 јаја. После две недеље пиле се младе ларве, које се убушују плитко у дрво где остају до следећег пролећа. Идуће године ларве продиру дубље у дрво градећи дубоке ходнике. У августу претвара се у лутку, из које се касније изваљује имаго.
Развиће траје три године, а обухвата четири календарске године. У току свог развића изгриза ходник дуг до 1 m, чији су зидови тамни од гљивица.

## Значај
Храни се храстом, а ређе иде на јасен, брест и јабуку. Напада сва дубећа стабла, на доњим деловима највреднијег дела стабла. Наноси велику техничку штету дрвету.

## Галерија
- Женка
- Женка спреда

- Мужјак

## Статус заштите
Врста се налази на Европској црвеној листи сапроксилних тврдокрилаца а на подручју Србије је строго заштићена врста - налази се на Прилогу I Правилника о проглашењу и заштити строго заштићених и заштићених дивљих врста биљака, животиња и гљива.